# (34744) 2001 QS86
(34744) 2001 QS86 est un astéroïde de la ceinture principale découvert en 2001.

## Description
(34744) 2001 QS86 a été découvert le 16 août 2001 à l'observatoire Palomar, situé au nord de San Diego en Californie, par le programme Near Earth Asteroid Tracking (NEAT).

### Caractéristiques orbitales
L'orbite de cet astéroïde est caractérisée par un demi-grand axe de 2,59 ua, un périhélie de 2,24 ua, une excentricité de 0,13 et une inclinaison de 14,63° par rapport à l'écliptique. Du fait de ces caractéristiques, à savoir un demi-grand axe compris entre 2 et 3,2 ua et un périhélie supérieur à 1,666 ua, il est classé, selon la JPL Small-Body Database, comme objet de la ceinture principale.

### Caractéristiques physiques
(34744) 2001 QS86 a une magnitude absolue (H) de 13,7 et un albédo estimé à 0,103.